# Deficiencia de piruvato deshidrogenasa
La deficiencia de piruvato deshidrogenasa (también conocida como complejo de deficiencia de piruvato deshidrogenasa, o PDCD, por sus siglas en inglés), es un desorden neurodegenerativo poco común, asociado con un metabolismo mitocondrial anormal. Su origen es genético, siendo resultado de una mutación en los componentes del complejo de piruvato deshidrogenasa. Este último (PDC, por sus siglas en inglés) es un complejo multi-enzimático que juega un rol vital como paso regulatorio en las principales vías metabólicas de la mitocondria. El desorden muestra características heterogéneas tanto a nivel clínico como bioquímico.

## Bioquímica y genética
La respiración aeróbica es el proceso de convertir la energía química, contenida en la glucosa, en ATP, la principal moneda energética que las células utilizan para llevar a cabo procesos bioquímicos y favorecer el crecimiento. La primera parte de esta respiración es la glucólisis, una serie de 10 reacciones bioquímicas que suceden en el citoplasma con las que se logra convertir la glucosa en piruvato. El piruvato entonces es transportado a la mitocondria, donde es convertido en acetil-CoA gracias al complejo de piruvato deshidrogenasa. El acetil-CoA es el sustrato inicial del ciclo de Krebs. Cuando la actividad del PDC se ve reducida o anulada por una mutación, los niveles de piruvato se elevan y el exceso de dicha sustancia es convertido en ácido láctico por la enzima lactato deshidrogenasa. El ácido láctico producido posteriormente entra al torrente sanguíneo, acidificándolo y causando una condición llamada acidosis láctica.

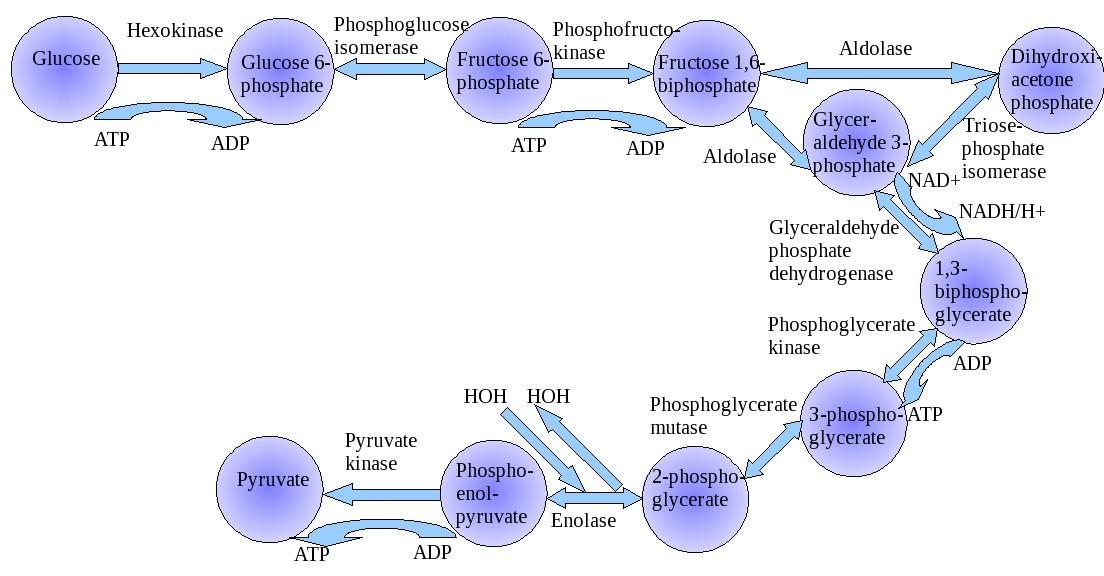
Serie de reacciones que componen la glucólisis

Ciclo del ácido cítrico con aconitato

La forma más común del PDCD es causada por una mutación en el gen alfa E1, asociado al cromosoma X, PDHA1, y es aproximadamente igual de recurrente en hombres y mujeres. Sin embargo, los hombres se ven más afectados que las mujeres heterocigóticas. Esto puede ser explicado por la lionización, ya que las mujeres poseen un gen normal y uno mutante. Las células con un alelo normal activo pueden metabolizar el ácido láctico liberado por las células con deficiencia de piruvato deshidrogenasa. Sin embargo, no pueden suplir ATP a las células afectadas, por lo que el fenotipo de la persona afectada dependerá en gran medida de la severidad de su mutación.
Algunas mutaciones menos frecuentes ocurren en las subunidades E2 (dihidrolipoil transacetilasa) o E3 (dihydrolipoil deshidrogenasa) del complejo enzimático, afectando a los genes DLAT y DLD, respectivamente. En estos casos, la deficiencia de piruvato deshidrogenasa muestra una herencia autosomal recesiva, afectando por igual a hombres y mujeres.
En los casos en la que el PDCD es resultado de la mutación de un gen diferente al PDHA1, suele deberse a mutaciones en los genes PDHB, DLAT, PDHX y PDP1. Todos estos genes, al igual que el PDHA1, codifican para una subunidad específica del complejo de piruvato deshidrogenasa. El gen PDHB es responsable de codificar la subunidad E1 beta; el gen DLAT codifica para la subunidad E2 y el gen PDP1 es responsable de producir la subunidad fosfatasa que cataliza la desfosforilación del PDH. Ésta desfosforilación activa el complejo. El gen final que puede ser responsable de ésta enfermedad el gen PDHX, que codifica para la proteína de unión E3, responsable de anclas los dímeros E3 a la subunidad E2 del complejo.

## Epidemiología
La deficiencia de piruvato deshidrogenasa es extremadamente rara, habiendo únicamente alrededor de 500 casos reportados en la literatura médica. Debido a su poca frecuencia, no suele ser diagnosticada.

## Signos y síntomas

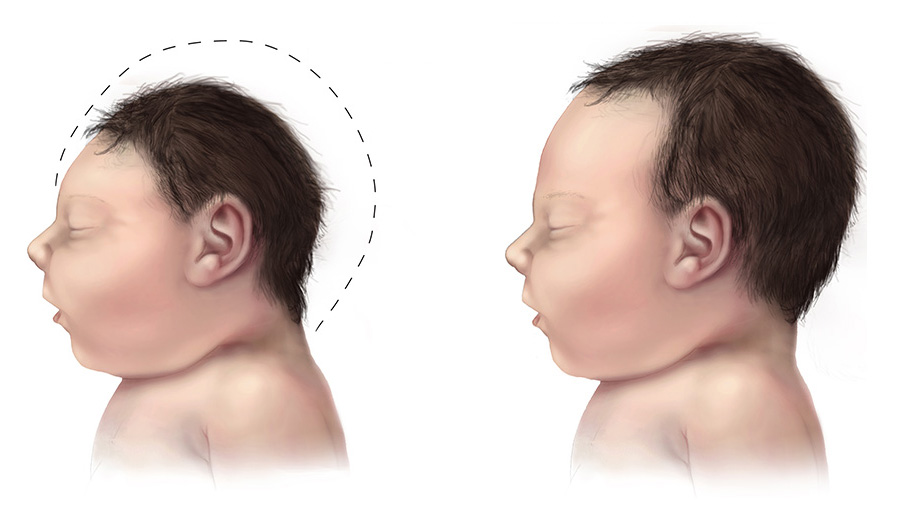
Microcefalia en comparación a una cabeza de tamaño normal

El PDCD generalmente se presenta en una de dos formas. La forma metabólica aparece como una acidosis láctica. La forma neurológica contribuye a la hipotonía, desnutrición, letargo y anormalidades estructurales en el cerebro. Los pacientes pueden desarrollar epilepsia o espasmos que suelen progresar a retraso mental, microcefalia, ceguera y espasticidad.
Las mujeres con actividad residual de la piruvato deshidrogenasa presentarán acidosis láctica sistémica controlable y, opcionalmente, algunos síntomas neurológicos. Por el contrario, las mujeres con nula actividad enzimática presentarán anormalidades estructurales mayores y atrofia cerebral. Los hombres con mutaciones que inhiben mayor o completamente la actividad enzimática, seguramente morirán en el útero debido a que las células cerebrales no serán capaces de generar suficiente ATP para ser funcionalmente viables. Es de esperarse que la mayoría de los casos sean de severidad moderada y presenten acidosis láctica. Los infantes masculinos que se desarrollen por completo, mostrarán síntomas más severos que las mujeres y presentarán una mortalidad más alta dentro de los primeros años de vida.
Los pacientes prenatales mostrarán signos no específicos como bajo puntaje en el test de Apgar y un tamaño pequeño para la edad gestacional. También pueden mostrar hidrocefalia y adelgazamiento del tejido cerebral. Las alteraciones metabólicas también deben ser consideradas, en casos de desnutrición y letargo fuera de proporción para una enfermedad viral leve y especialmente cuando una infección bacteriana ha sido descartada.
La presentación clínica de la deficiencia se caracteriza por problemas neurológicos heterogéneos que generalmente aparecen en los primeros años de vida. Además, los pacientes suelen presentar hiperventilación severa debido a la profunda acidosis metabólica relacionada con la acidosis láctica. La acidosis metabólica en estos pacientes suele ser contenida con bicarbonato.

## Diagnóstico

La resonancia magnética es capaz de mostrar la atrofia cerebral.

La deficiencia de piruvato deshidrogenasa puede ser diagnosticada mediante los siguientes métodos:
- Exámenes de sangre (niveles de lactato y piruvato)
- Análisis de orina
- Espectroscopía de resonancia magnética
- Imagen por resonancia magnética.

### Diagnóstico diferencial
El diagnóstico diferencial de la deficiencia puede consistir en acidosis D-láctica o anormalidades asociadas con la gluconeogénesis.

## Tratamiento y monitoreo
El tratamiento directo que estimula el complejo de la piruvato deshidrogenasa provee combustibles alternativos y previene el deterioro posterior del síndrome. Sin embargo, la corrección de la acidosis no revierte todos los síntomas. El daño al sistema nervioso es común y limita la recuperación total del paciente. Las dietas cetogéncias, con altos contenidos de grasa y bajos contenidos de carbohidratos han sido utilizadas para controlar y minimizar la acidosis láctica y la evidencia anecdótica muestra un probable control de la enfermedad, disminuyendo el progreso de ésta. Con la dieta cetogénica, el ATP se sintetiza mediante el catabolismo de ácidos grasos en vez de glucosa, lo que produce cuerpos cetónicos como el 2-beta-hidroxibutirato, acetoacetato y acetona. Los cuerpos cetónicos sirven como una fuente alternativa de energía para el cerebro y el cuerpo. Datos preliminares de pacientes que han seguido la dieta cetogénica indican que en los casos menos severos, existe una reducción en la frecuencia de los ataques epilépticos, lecturas anormales de EEG, ataxia y patrones de sueño anormales. Los casos más severos son menos sensibles a la dieta cetogénica, pero han mostrado una ligera mejoría en las habilidades motoras, de lenguaje y de conversación. La dieta cetogénica presenta grandes desventajas a largo plazo, incluyendo la pancreatitis, sialorrea, estreñimiento y vómito. Los pacientes deben ser monitoreados regularmente en sus niveles de lactato sanguíneo, transaminasa y niveles de cetonas en plasma.